# Mugai-ryū
Mugai-ryū (japanska 無外流) är en japansk koryū bujutsu-skola för stridskonst från slutet på 1600-talet med huvudfokus på iaidō. Av dagens iaidōskolor är Mugai Ryū den i västerlandet minst kända. Skolan har idag splittrats i flera grenar.

## Historik
Mugai-ryū grundades den 23 juni 1680 av Tsuji Gettan Sukemochi (辻月丹資茂) (1648–1728) eller möjligen av Heinai (1650-1728) år 1695. 
I Gettans tappning är mugai-ryū mycket starkt influerad av zen-buddhism.

## I dag
Det finns idag ett flertal traditionella skolor, som innehåller iaijutsu bevarad, som ett bredare och mer komplett innehåll. Andra har i modern tid blivit mer eller mindre renodlade iaidōskolor, där Mugai-ryū är ett exempel.

## Träning
Mugai Ryū tränas som annan iaidō ensam utan någon partner med ett svärd, en riktig katana eller ett träningssvärd av metall, iaitō eller av trä, bokken. Träningen utförs i stillhet som en sorts rörelsemeditation. Kännedom krävs om de japanska orden för svärdets olika delar och detaljer och efter någon tid bör eleven även uppträda korrekt klädd i keikogi, hakama, obi och tabi.

### Bastekniker
Träningen utgår från grundsnittet Suburi och kihon.
Suburi
- Mako Giri      (tvåhandsfattat vertikalt snitt uppifrån)
- Kesa Giri Sa   (tvåhandsfattat snitt i 30-graders avvikning uppifrån höger)
- Kesa Giri Yuu  (tvåhandsfattat snitt i 30-graders avvikning uppifrån vänster)
- Yako Kesa Giri (enhandsfattat snitt i 45°-vinkel från vänster nedåt)
- Yokoichi Giri  (enhandsfattat snitt horisontellt i brösthöjd)

Kihon
Kihon är en sammanhängande användning av grundsnitt och rörelsemönster såsom för en kata. I Mugai-Ryū finns det tre grundmoment, kihon. Syftet är att uppnå perfektion i rörelserna genom kihon eller i serier av sådana kombinerade rörelseformer, som på olika sätt innehåller momenten.
En sådan form, kata kan delas upp i sex delar:
- Maai (få känsla för ett intuitivt avstånd till motståndare)
- Nuki-tsuke (svärdsdrag)
- Kiri-tsuke (hugg)
- Chiburi (symboliskt avlägsnande av blod från klingan)
- Noto (hölstring av svärdet)
- Zanshin (den slutliga mentala uppföljningen) .

## Mugai Ryū Iaidō Kata (former)
I Mugai-Ryū finns det 20 öppna Kata. Därpå följer 4 Naiden (dödande) och 4 Okuden (icke dödande), slutna kator, exklusivt för högre Dangrader.
Goyo 五用 (Zagi)
1. Shin 真
2. Ren 連
3. Sa 左
4. Yū 右
5. Sha 捨

Goka 五箇 (Zagi)
1. Suigetsu 水月
2. Inchūyo 陰中陽
3. Yochūin 陽中陰
4. Hibiki Gaeshi 響き返し
5. Hazumi 破図味

Goō 五応 (Tachiwaza)
1. Munazukushi 胸尽くし
2. Enyo 円要
3. Ryōguruma 両車
4. Nōkuri 野送り
5. Gyokkō 玉光

Hashirigakari 走り懸り
1. Maegoshi 前腰
2. Musōgaeshi 夢想返し
3. Mawarigakari 回り懸かり
4. Migonoteki 右の敵
5. Shihō 四方

## Sōke för Mugai-ryū
Skolan Mugai-ryū har utnämnt och överlämnat till följande "stormästare" och arvingar, Sōke:
| Generation | Namn                            | Edo-Mugai-ryū |
| ---------- | ------------------------------- | ------------- |
| 1          | Tsuji Gettan Sukemochi grundare | Edo           |
| 2          | Tsuji Uheita                    | Edo           |
| 3          | Tsuji Kimata Sukehide           | Edo           |
| 4          | Tsuji Bunzaemon Suketaka        | Edo           |
| 5          | Tsuji Kimata Sukeyuki           | Edo           |

I 6:e generationen uppdelades skolan på två verksamhetsorter. 
| Generation | Namn                       | Verksamhetsort | Namn                          | Verksamhetsort |
| ---------- | -------------------------- | -------------- | ----------------------------- | -------------- |
| 6          | Tsuji Bunzaemon Sukenobu   | Edo            | Takahashi Hachisuke Mitsusuke | Himeji slott   |
| 7          | Tsuji Kinichiro Yoshishige | Edo            | Takahashi Tatsuzo Mitsuharu   | Himeji         |
| 8          | Tsuji Kimata Shibaoka      | Edo            | Takahashi Hachisuke Shigeyuki | Himeji         |
| 9          | Tsuji Kamegoro Sadatoku    | Edo            | Takahashi Tetsuo Takeshige    | Himeji         |

Edo-Mugai-ryū
Efter 9:e generationen dog Edo-Mugai-ryū-linjen ut med Tsuji Kamegoro Sadatoku.
Himeji-Mugai-ryū
Takahashi Hachisuke Mitsusuke var Takahasi Shoue Akishiges äldste son och föddes 1927 i Sakai-klanens hus i Edo. Han studerade med Tsuji Bunzaemon Sukenobu, som senare blev linjens 6: sōke i början på Edo-Mugai-ryū-linjen ännu under Tsuji Bunzaemon Suketaka (4:e sōke) och senare under Tsuji Kimata Sukeyuki (5:e sōke).
Han undervisade Sakai-klanen som officiell Iai-instruktör. Med sina 43 år blev han återbeordrad från Edo till Himeji som Sakai-klanens överinstruktör i Iai.
Då Mugai-ryū i Edo-linjen dog ut med 9:e sōken, Tsuji Kamegoro Sadatoku, så bar Takahashi Hachisuke Mitsusuke och hans efterföljare det traditionella Mugai-Ryū genom Bakumatsu-eran, vilken är känd som slutet på TokugawaShōgunatet och början på Meiji-epoken.
| Generation | Namn                     | Verksamhetsort          |
| ---------- | ------------------------ | ----------------------- |
| 10         | Takahashi Kyutaro Koun   | Dai Nippon Butokukai    |
| 11         | Nakagawa Shiryo Shinichi |                         |
| 12         | Nakatani Takashi         | Zen Nihon Iaidō Renmei  |
| 13         | Shirai Ryotaro           |                         |
| 14         | Toda Motohisa            |                         |
| 15         | Okamoto Yoshiharu        | Zen Nippon Kendō Renmei |
| 16         | Konishi Tatsuo Gosaichi  | Himeji, Iaidokai        |

Den aktuelle sōken enligt denna genealogi är Konishi Tatsuo Gosaichi. Av honom har följande Mugai-ryū mästare erhållit Menkyo Kaiden (instruktörslicens):
- Niina Toyoaki Gyokudo
- Sega Yoshiyuki
- Konishi Shin
- Tamenori Akitada
- Fujimura Michio
- Nakatani Masaya
- Furuhata Kimiyuki

För sina förtjänster i Mugai-ryū och för sitt anseende även i andra kampstilar (9:e dan i Mugai-ryū och diverse 8:e dan i diverse andra stilar), har Konishi Tatsuo Gosaichi under Menkyo Kaiden-mottagande utnämnt Niina Toyoaki Gyokudo (Sōke för Mugai-Ryū Meishi-Ha(grenen)) på livstid till sin efterföljare. På den grunden bär han i dag titeln Niina Gosōke (namn plus hövlighetsform av Sōke).
Andra källor menar att Nakagawa Shiryo Shinichi ska hållas för skolans siste sōke.

### Avknoppningar
- I Okinawa finns även en variant av Mugai-ryū där den 14:e stormästaren är soke Hisao Hamamoto (f. 1936). Han var född i Kumamoto, Kyushu i Japan, men när han pensionerade sig från den japanska flottan 1978, flyttade han till Okinawa. Han fick som 6 -åring lära sig familjens samuraj tradition sedan 1200 -talet Hachimanryu battōjutsu, då han började sin träning med sin farfar Hamamoto Gyoroko. När farfar dog tog hans far Hamamoto Goichi över undervisningen. Senare lärde han även Mugai-ryū iaidō av Motoyama Shodo som hade lärt från Nagatani Toshiyoki och Nagatani Shenkyo från Kyoto. Hanshi Leif Hermansson från Åkersberga har erhållit Shihan och Renshi licens från Hamamoto sensei i både Mugai-ryū iaido och Hachimanryu battōjutsu och är hans officiell representant utanför Japan efter att varit i Japan och Okinawa 55 gånger för träning.
- En modern variant av iaidō som har fått många utövare i Sverige är Kuniba Ryū Iaido. Denna stil hämtar sina grunder från Mugai-ryū men har även influenser från annan iaido samt ifrån kobudo och karate. Stilen innehåller bara ett fåtal av de kata och tekniker som finns i Mugai-ryu och utförandet av dessa skiljer sig kraftigt i flera avseenden[4]. Stilens upphovsman Shōgō Kuniba studerade Mugai-ryū mellan 1952 och 1958 under huvudgrenens dåvarande sōke Ishii Gogetsu[5]. I Sverige är stilens främste företrädare renshi Ky Buon Tang, rokudan Kuniba-ryū.